# MTV Oy
MTV Oy (anteriormente Oy Mainos-TV-Reklam Ab) é uma empresa de televisão comercial com sede em Helsinki, Finlândia.
A MTV Oy é propriedade da operadora de telecomunicações sueca Telia através da TV4 Media (anteriormente conhecida como Bonnier Broadcasting). A empresa é dona da MTV3, o maior canal de televisão comercial da Finlândia.
Em 20 de julho de 2018, a Telia anunciou a proposta de aquisição da Bonnier Broadcasting, então proprietária da MTV Oy, por 9,2 bilhões de coroas suecas. A aquisição foi concluída em 2 de dezembro de 2019.